# 莆田妈祖中学
莆田妈祖中学，是福建省莆田市秀屿区湄洲岛唯一一个高级中学，是福建省三级达标高中，学校现有初中部与高中部。

## 沿革
学校最初在1959年创建，前身为湄洲附中，先后易名为 “福建省莆田水产学校”、“莆田湄洲中学”、“莆田湄洲一中”、“莆田第二十二中学”， 2008年正式更名为“莆田妈祖中学”。校训是奋进，求实，慎思，笃行。现任校长是魏春贵。地址为莆田市兴岛路285。